# Fortalesa de Kristiansten
La fortalesa de Kristiansten és una antiga estructura defensiva de Trondheim, Noruega. Fou erigida entre el 1682 i el 1684 com a part de la reconstrucció de la ciutat després de l'incendi del 18 d'abril de 1682, i el seu disseny fou responsabilitat de Johan Caspar von Cicignon i Anthony Coucheron. Fou nomenada en honor del rei Cristià V.
Situada dalt d'un turó, la seva funció va ser la de protegir la ciutat per l'orient. Va resistir el setge suec durant la Gran Guerra del Nord, el 1718. El 1816, quan Noruega formava part d'una unió personal amb Suècia, la fortalesa va començar a ser desmantellada. Actualment, ja sense funcions militars, és conservada per l'Estat com a part del patrimoni històric de la ciutat.